# Ленин (книга Сервиса)
«Ленин: биография» (англ. Lenin: A Biography) — однотомная биография Владимира Ленина, написанная профессором русской истории Оксфордского университета и членом британской академии общественных наук Робертом Сервисом в 2000 году. The New York Review of Books описала книгу как «лучшую работу, с которой можно начать оценивать основателя большевизма».

## Награды
- ForeWord Book of the Year Award, History Category (2001)
- Independent Publisher Book Award, Biography Category (2001)